# Pollning
Pollning används vid programmering för att kontrollera status av en periferienhet eller annan resurs med ett jämnt intervall. Om intervallet är väldigt kort, till exempel så fort det går, kallas pollningen för busy wait, vilket som regel är dåligt då det slösar på CPU-prestanda. Något bättre är om man använder en timer i programmet för att kontrollera status lagom ofta. Allra bäst är om man kan konfigurera resursen att generera ett avbrott när den är redo att interagera varvid ingen CPU-prestanda slösas alls.